# Fraction d'éjection
La fraction d’éjection (FE) est le pourcentage d'éjection du sang contenu dans une cavité cardiaque lors d'un battement.
En l'absence de précision, elle signifie généralement la fraction d'éjection du ventricule gauche (ou FEVG, en anglais LVEF Left Ventricular Ejection Fraction), qui est un reflet de la bonne fonction contractile du ventricule gauche, partie du cœur la plus importante pour son rôle de pompe. On parle beaucoup plus rarement de fraction d'éjection du ventricule droit.

## Calcul et mesure
Elle se calcule en divisant le volume d'éjection systolique (différence entre le volume télédiastolique (ventricule plein, noté VTD) et le volume télésystolique (volume du ventricule une fois vidé par la contraction de son muscle, noté VTS), couramment noté VES) par le volume télédiastolique (VTD). Elle ne doit pas être confondue avec la fraction de raccourcissement.
{\displaystyle FE={\frac {VES}{VTD}}={\frac {(VTD-VTS)}{VTD}}}
La fraction d'éjection du ventricule gauche peut être mesurée notamment par échocardiographie (le plus souvent), IRM cardiaque, scintigraphie, ventriculographie lors d'une coronarographie.
Elle est de l'ordre de 50 à 70 % chez l’individu normal (valeur normale typique : 60%), et peut être diminuée en cas d’anomalie de la contractilité, pouvant descendre jusqu’à 10-15 % en cas de dysfonction majeure, souvent responsable d'insuffisance cardiaque. En cas d'insuffisance cardiaque, sa valeur permet de distinguer les insuffisances cardiaques systoliques (fraction d'éjection basse) et diastoliques (dites « à fonction systolique conservée »).

## Modification de la FE
Lorsque la fraction d’éjection est diminuée, l’organisme peut maintenir le débit cardiaque de deux manières : en augmentant la fréquence cardiaque, ou en maintenant un volume d’éjection systolique constant par l'augmentation du volume télédiastolique du ventricule. L’augmentation du volume télédiastolique a pour conséquence une dilatation du ventricule et donc du cœur. Cet étirement des fibres musculaires cardiaques, en raison des propriétés élastiques des fibres musculaires, permet d’améliorer transitoirement sa contraction et est donc un mécanisme d'adaptation, souvent délétère à long terme (loi de Frank-Starling).
Lorsque ces mécanismes de compensation sont dépassés, le débit cardiaque diminue et devient insuffisant pour les besoins de l’organisme. Un tableau d’insuffisance cardiaque s’installe.
La contractilité peut être atteinte dans les cardiomyopathies dilatées, les myocardites, les cardiopathies ischémiques, et de façon générale dans toutes les maladies cardiaques atteignant le ventricule gauche à un stade évolué.
La fraction d'éjection du ventricule gauche est l'un des déterminants majeurs de la fonction cardiaque, et est généralement un critère de jugement de la sévérité globale d'une maladie cardiaque, ainsi que de la décision d'implanter un défibrillateur automatique implantable à titre prophylactique chez les patients dont la FEVG est inférieure à 30-35 % malgré un traitement optimal et en l'absence de cause réversible.